# 5321 Jagras
5321 Jagras (1985 VN) là một tiểu hành tinh vành đai chính được phát hiện ngày 14 tháng 11 năm 1985 bởi P. Jensen ở Brorfelde.